# Jerzy Kwiatkowski (rzeźbiarz)

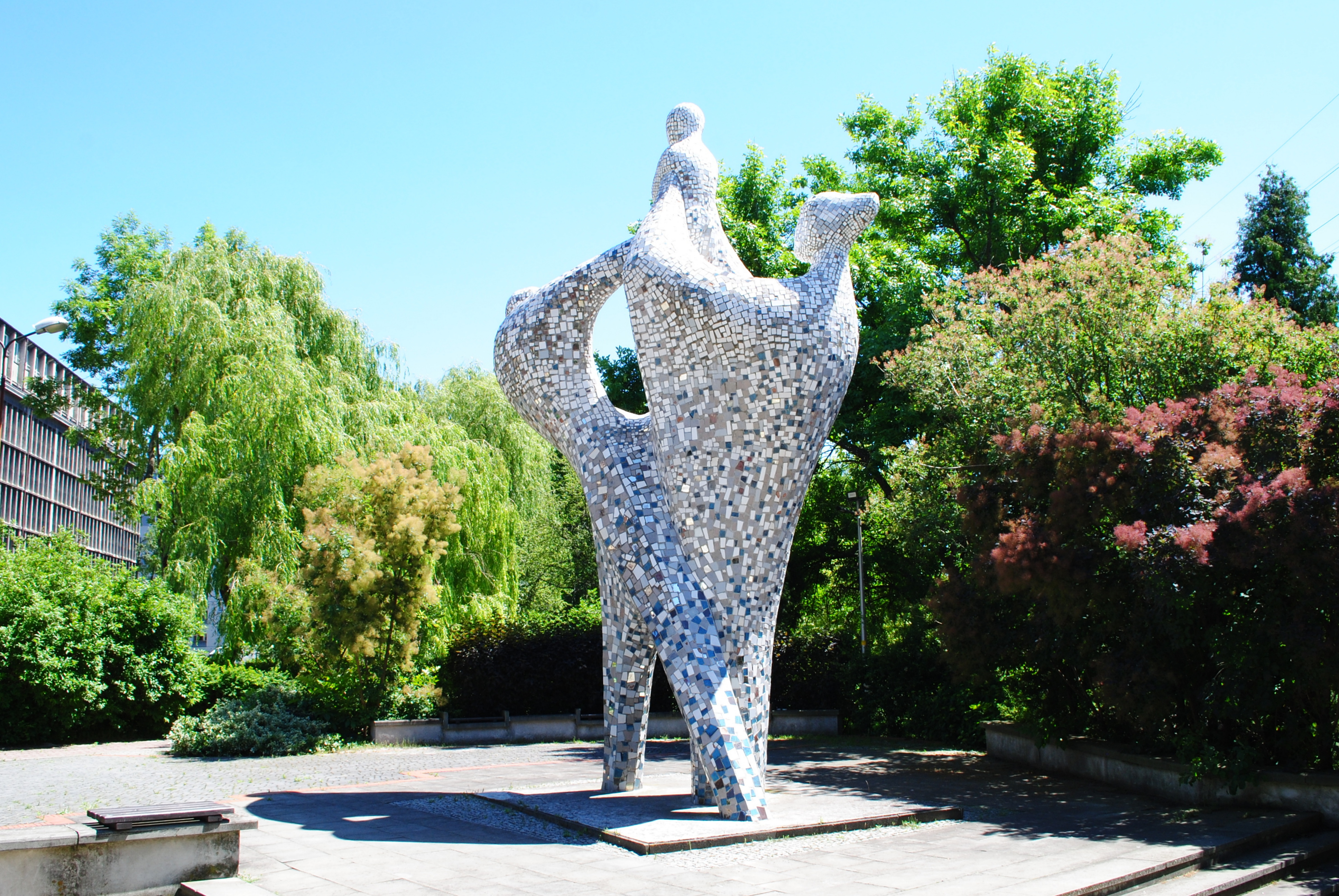
Rzeźba Rodzina w Katowicach (2022)

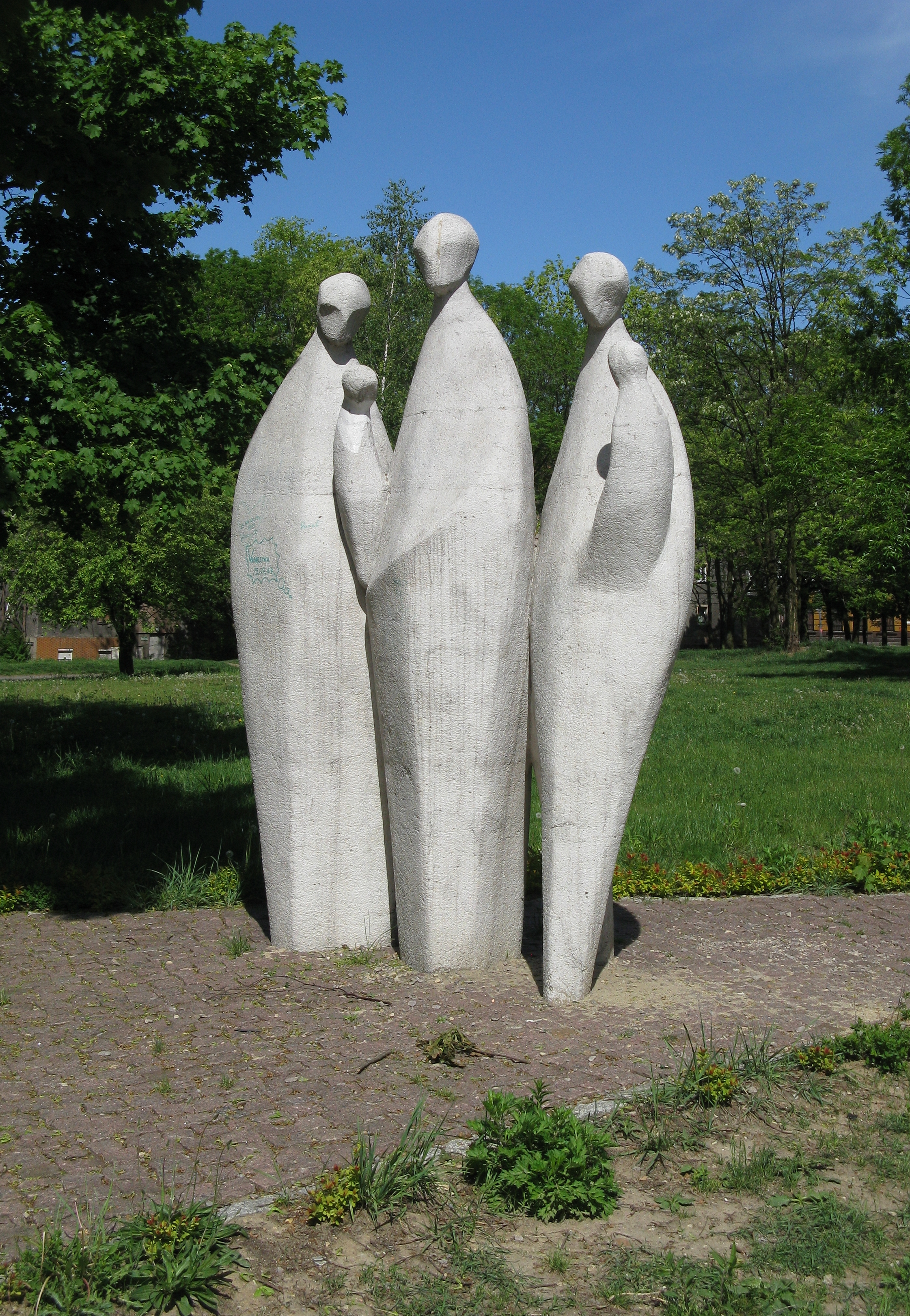
Rzeźba Rodzina w Bytomiu autorstwa Jerzego Kwiatkowskiego i Waldemara Madeja (2018)

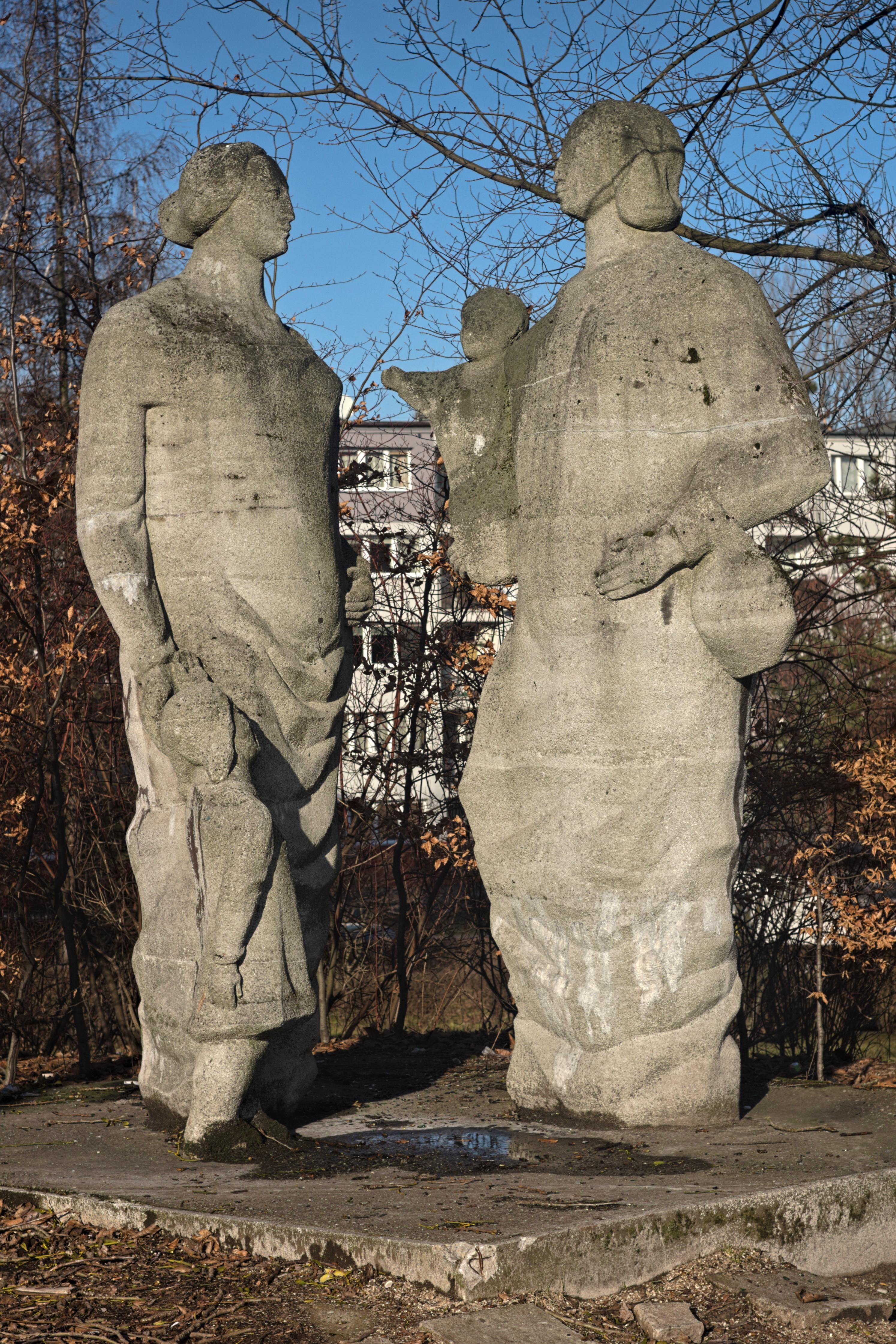
Rzeźba Macierzyństwo w Bytomiu autorstwa Jerzego Kwiatkowskiego i Waldemara Madeja (2020)

Jerzy Egon Kwiatkowski (ur. 27 lipca 1928 w Królewskiej Hucie, zm. 17 maja 2005 w Rudzie Śląskiej) – polski rzeźbiarz z Górnego Śląska.

## Życiorys
Ukończył Państwową Wyższą Szkołę Sztuk Plastycznych we Wrocławiu w 1952 roku. Wystawiał swoje prace od 1953 roku. Jest znany z wykonania licznych rzeźb o tematyce świeckiej i religijnej, jego prace zdobią m.in. place i skwery w Katowicach, Chorzowie, Wodzisławiu Śląskim i Dąbrowie Górniczej.
Jego kariera jako rzeźbiarza rozpoczęła się w latach sześćdziesiątych XX wieku, gdy wykonał wiele prac w kościołach. Nawiązał kontakt z architektem Mieczysławem Królem, wraz z którym zaprojektował wystrój kościoła w Łagiewnikach Wielkich (1969). Ta sama dwójka w 1973 roku dokonała wykończenia wnętrza i drzwi w katedrze katowickiej: projekt rzeźb ołtarza ze scenami biblijnymi oraz monumentalnej rzeźby Chrystusa Króla w prezbiterium, kaplicy Najświętszego Sakramentu oraz kaplicy chrzcielnej (1980–1986).
Jednym z największych dzieł Kwiatkowskiego jest Pomnik Powstańców Śląskich w Wodzisławiu Śląskim. Zaprojektował także wnętrze kościoła Krzyża Świętego w Czułowie. Pomógł przy realizacji Drogi Krzyżowej w kościele parafialnym w Roju oraz przy wystroju wnętrza kościoła w Drogomyślu. Rzeźbiarz jest także autorem zamkniętej przestrzeni nad ołtarzem z wizerunkiem Chrystusa Króla w archikatedrze w Katowicach, w której umieścił formę rzeźbiarską. Zaprojektował też główne drzwi katedry (1968). Po przeniesieniu Wyższego Śląskiego Seminarium Duchownego z Krakowa do Katowic artysta zaprojektował wystrój jego kaplicy seminaryjnej w Katowicach.
Był członkiem Związku Polskich Artystów Plastyków.
Jedno z ostatnich przedsięwzięć śląskiego rzeźbiarza jest rzeźba bł. ks. Emila Szramka, która mieści się w kościele Niepokalanego Poczęcia Najświętszej Maryi Panny w Katowicach. Zmarł w Rudzie Śląskiej, pogrzeb odbył się 18 maja 2005 roku w Rudzie Śląskiej-Kochłowicach.

## Wybrane dzieła
- Chrystus Król, archikatedra w Katowicach[3]
- drzwi katedry katowickiej (projekt, wyk. Stefan Gaida)[3]
- Pomnik Powstańców Śląskich w Wodzisławiu Śląskim
- rzeźba w prezbiterium kościoła Mariackiego w Katowicach[4]
- prace w kościele św. Jacka w Ochojcu,
- rzeźba w kościele Wniebowzięcia Najświętszej Maryi Panny w Katowicach,
- wystrój kościoła św. Apostołów Piotra i Pawła w Katowicach,
- Narodzenia Najświętszej Maryi Panny w Golasowicach,
- NSPJ w Mysłowicach,
- NMP Matki Kościoła w Jastrzębiu Zdroju (górny kościół),
- Wszystkich Świętych w Pszczynie,
- Plac Grunwaldzki w Katowicach, rzeźba rzeźba Rodzina z 1963 roku, pierwotną okładzinę zaprojektowała Lidia Kwiatkowska, żona artysty[5]
- płaskorzeźby Pałacu Ślubów w Katowicach[6]
- płaskorzeźby na fasadzie Galerii Sztuki Współczesnej BWA w Katowicach (1972).
- rzeźby plenerowe Dwie góralki i Rodzina w Parku Śląskim[7] (zob. rzeźby w Parku Śląskim)
- tablice pamiątkowe poświęcone Mieczysławowi Dzieńdzielowi, Władysławowi Kiełbasie, Ludwikowi Musiołowi, Cyprianowi Norwidowi, Konstantemu Prusowi, Rudolfowi Virchowowi, Rafałowi Wojaczkowi[2]